# تونی گوناوان
تونی گوناوان (انگلیسی: Tony Gunawan؛ زادهٔ ۹ آوریل ۱۹۷۵) بدمینتون‌باز اهل ایالات متحده آمریکا است.